# Delokaliseret elektron
Elektrongas er et begreb brugt i kemien, der beskriver elektronernes bevægelighed i metallers metalgitter. Et andet navn for elektroner, der (næsten) frit kan bevæge sig mellem metallets atomer kaldes delokaliserede elektroner. Nogle af af metallernes elektroner er frit bevægelige; dvs. deres position er ikke låst, som f.eks. saltes elektroner er, men bevæger sig rundt i gitteret, hvilket har afledt begrebet "gas". 
At nogle af metallernes elektroner er bevægelige udgør en forskel mellem gitteret i salte og metaller og giver også metaller en række egenskaber, som salte – takket være deres låste gitter – ikke har. Disse egenskaber er bl.a.:
- elektricitetsledningsevne
- varmeledningsevne
- hårdhed
- lysreflekteringsevne